# Aspo (entreprise)
Pour les articles homonymes, voir Aspo.
Aspo Oyj est un conglomérat d'entreprises de commerce, d'import et de logistique dont le siège est à Helsinki en Finlande.

## Présentation
Aspo est un conglomérat « Business to business » spécialisé dans quatre secteurs, couvert par ses 4 filiales ESL Shipping, Leipurin Oy, Telko Oy et Kauko Oy: 

### Dénomination
ASPO est l'acronyme de « Asunto-osakeyhtiöitten Polttoaine Osuuskunta », nom de la société au moment de sa création en Finlande en 1929, lorsqu'elle a commencé à importer du coke pour le chauffage central de groupements de bâtiments.

### ESL Shipping
ESL Shipping assure le transport maritime de matières premières et les services associés pour les secteurs de l'énergie et de l'industrie lourde. ESL Shipping est la principale société de transport de vrac sec sur la mer Baltique. En outre, il fournit des services connexes tels que le chargement et le déchargement en mer.

### Leipurin Oy
Leipurin Oy, est au service de la boulangerie et d'autres industries alimentaires à toutes les étapes du processus de production: il fournit des ingrédients, des machines et des équipements de production et des lignes de production, ainsi qu'une expertise liée à la production et au développement de produits.

### Telko Oy
Telko Oy est le premier distributeur de matières premières plastiques et de produits chimiques dans la région de la mer Baltique: il possède une très grande expertise dans les processus de production de matières premières.

### Kauko Oy
Kauko Oy, est expert des environnements de travail mobiles exigeants. Il fournit et les solutions matérielles et logicielles informatiques mobiles pour améliorer la productivité ainsi que des services garantissant l'efficacité dans les soins de santé, la logistique, l'industrie et les administrations publiques.

## Actionnaires
Au 29 février 2020, les plus grands actionnaires d'Aspo sont:
| #  | Actionnaire              | Actions   | %       |
| -- | ------------------------ | --------- | ------- |
| 1  | Havsudden Oy             | 3 162 941 | 10,07 % |
| 2  | Vehmas Tatu Antti Aleksi | 2 306 676 | 7,34 %  |
| 3  | Varma                    | 1 438 412 | 4,58 %  |
| 4  | Vehmas Tapio             | 1 375 827 | 4,38 %  |
| 5  | Ilmarinen oy             | 875 226   | 2,79 %  |
| 6  | Nyberg Gustav            | 801 667   | 2,55 %  |
| 7  | Robinson Joanna          | 754 259   | 2,40 %  |
| 8  | Nordea Nordic Small Cap  | 721 040   | 2,30 %  |
| 9  | Procurator-Holding Oy    | 514 882   | 1,64 %  |
| 10 | Madremar Ab              | 444 255   | 1,41 %  |
|    | Total [1-10]             | 1 295 185 | 39,45 % |